# Dragonball Evolution (videogioco)
Dragonball Evolution è un videogioco per PSP basato sull'omonimo film.
Il gioco è uscito il 19 marzo 2009 in Giappone, l'8 aprile seguente in Nord America e il 17 dello stesso mese in Europa.

## Modalità di gioco
Dragonball Evolution è un picchiaduro a incontri diviso in due modalità principali, Storia e Missioni. La prima permetterà al giocatore di ripercorrere le vicende descritte nel film mentre la seconda è caratterizzata da obiettivi precisi da portare a termine. Differentemente dagli altri due capitoli usciti per PSP, ovvero Dragon Ball Z: Shin Budokai e Dragon Ball Z: Shin Budokai 2, le meccaniche sono improntate maggiormente sugli scontri a breve distanza anziché un misto di entrambe le cose.

## Personaggi
- Goku
- Bulma Enchanto
- Maestro Muten
- Yamcha
- Gohan
- Chi-Chi
- Fu-Lum
- Scimmione sayan
- Mai
- Lord Piccolo
- Neo Piccolo